# USS Halibut (SSGN-587)
Lo USS Halibut (SSGN-587) fu un sottomarino a propulsione nucleare lanciamissili da crociera (SSGN). Unico della sua classe e varato nel 1959, servì come sottomarino lancia missili tra il 1960 e il 1965 quando venne convertito in sottomarino d'attacco e ridesegnato SSN-587. A partire dal 1968 venne modificato per svolgere operazioni di spionaggio sottomarino.

## Storia
Prima del definitivo avvento dei sottomarini nucleari lanciamissili balistici (SSBN), la marina degli Stati Uniti realizzò diversi esemplari di sottomarini per il lancio di missili da crociera RGM-6 Regulus, tra cui lo USS Halibut. Finanziato nel 1956 come sottomarino a propulsione diesel-elettrica (SSG), poco dopo l'approvazione del bilancio il progetto fu convertito alla propulsione nucleare (SSGN) con l'adozione di un reattore nucleare ad acqua pressurizzata R3W. La costruzione dell’Halibut cominciò nel 1957 presso i cantieri navali di Mare Island, il varo ebbe luogo il 9 gennaio 1959 e fu preso in carico dalla marina il 4 gennaio 1960 sotto il comando del capitano di corvetta Walter Dedrick. Lo USS Halibut era il secondo sottomarino nucleare al mondo dotato di armamento missilistico (il primo fu l'SSBN USS George Washington) ad entrare in servizio e il primo SSGN in assoluto. L'armamento era costituito da 5 missili Regulus I (o in alternativa 2 Regulus II) collocati in un hangar a prua e lanciati in emersione tramite un'apposita rampa. Oltre l'armamento missilistico, l'Halibut era dotato di 6 tubi lanciasiluri da 533 mm (4 a prua e 2 a poppa). Dal punto di vista costruttivo, l'Halibut presentava ancora le tipiche caratteristiche del progetto ereditato dai sommergibili tedeschi U-Boot Tipo XXI, che ancora prediligevano la navigazione in emersione, e che avevano caratterizzato tutti i battelli prodotti dopo la fine della Seconda guerra mondiale. Tuttavia, queste caratteristiche cominciavano a risultare obsolete in un periodo in cui venivano impostati nuovi battelli secondo le soluzioni innovative introdotte dal sottomarino sperimentale USS Albacore (AGSS-569) ed impersonate dai nuovi sottomarini d'attacco della classe Skipjack.

### Missioni di deterrenza (1960-1965)
Le prove in mare dell’Halibut furono condotte nell'Oceano Pacifico tra l'11 marzo e il 18 giugno 1960, in questa occasione divenne il primo sottomarino nucleare ad effettuare con successo il lancio di un missile da crociera. Dopo il ritorno ai cantieri navali di Mare Island, fu assegnato alla Flotta del Pacifico e stanziato a Pearl Harbor. Tra il 1961 e il 1964, l'Halibut portò a termine sette missioni di deterrenza in occasione delle quali condusse diversi lanci di prova. Tuttavia, il programma Regulus era stato cancellato già nel 1958 in favore del missile balistico Polaris. Questo, comportò, alla metà degli anni '60, la fine degli SSGN come l'Halibut in favore dei più grandi SSBN di cui l'USS George Washington rappresentava il capostipite.

### Operazioni speciali (1965-1976)
Venuto meno il ruolo di SSGN, l’Halibut venne riconvertito in sottomarino nucleare d'attacco con la nuova denominazione di SSN-587. Dopo un periodo di servizio in pattuglie ASW, l’Halibut manifestò la sua inadeguatezza a rivestire un ruolo per cui non era stato concepito e in cui era abbondantemente superato da battelli di nuova concezione. Per evitare di radiare un battello con pochi anni di servizio alle spalle e ancora in piena efficienza, la Marina decise di convertirlo in un sottomarino per operazioni di intelligence sotto la copertura di operazioni di ingegneria sottomarina. Per questo, nel 1968 l'Halibut tornò ai cantieri navali di Mare Island per essere dotato di una serie di equipaggiamenti speciali necessari al nuovo ruolo che doveva ricoprire. Questi equipaggiamenti comprendevano: eliche laterali per manovre di precisione; camera stagna; camera di decompressione per immersioni in saturazione; sonar per lo studio del fondale; apparecchiature di registrazione audio e video; computer mainframe; pattini per posarsi sul fondale; un minisottomarino filoguidato per l'esplorazione delle profondità marine e altre apparecchiature oceanografiche di vario genere. In questa configurazione, l’Halibut ha prestato servizio presso la Flotta del Pacifico tra il 1970 e il 1976 conducendo diverse operazioni di spionaggio ai danni dell'Unione Sovietica. La recente declassificazione di documenti riservati ha portato alla luce le due missioni più celebri dell'Halibut:
- il ritrovamento del relitto del sottomarino sovietico K-129 scomparso nel maggio 1968 e mai ritrovato dai sovietici;
- intercettazioni telefoniche sulla linea militare sottomarina che collegava le basi sovietiche in Kamčatka alla terraferma, nel Mare di Ochotsk, tra il 1971 e il 1980 (Operazione Ivy Bells).